# Paweł Jarodzki
Paweł Jarodzki (ur. 1 maja 1958 we Wrocławiu, zm. 22 listopada 2021) – polski malarz i rysownik, autor podręczników i komiksów dla dzieci; dr hab., prof. na Wydziale Malarstwa.
Katedra Malarstwa Architektonicznego i Multimediów we Wrocławiu.

## Wykształcenie
Studiował na Wydziale Malarstwa, Rzeźby i Grafiki w Państwowej Wyższej Szkole Sztuk Plastycznych we Wrocławiu (1979-84). Pracę dyplomową ukończył w 1984 roku w pracowni malarstwa doc. Konrada Jarodzkiego i doc. Leszka Kaćmy.

## Działalność artystyczna

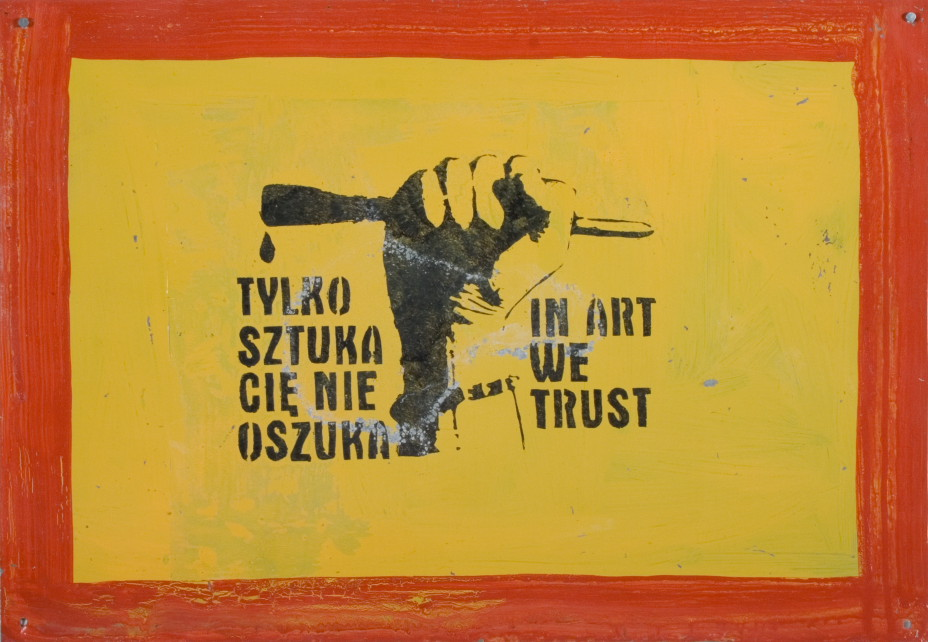
Paweł Jarodzki: Tylko sztuka cię nie oszuka, Zachęta Narodowa Galeria Sztuki

Na początku lat 1980. wraz z przyjaciółmi z pracowni doc. Konrada Jarodzkiego i doc. Leszka Kaćmy zaczął wydawać fanzinowy magazyn, który nazwali LuXus. Podczas pracy nad magazynem artyści zawiązali grupę artystyczną LuXus. Jej najbardziej aktywny okres przypadł na lata 1984-88.
W 2014 roku nakładem wydawnictwa Korporacja Ha!art ukazała się jego książka pt. Kompletna historia wszechświata ze szczególnym uwzględnieniem Polski.

### Wystawy[3]

#### Wystawy indywidualne
- 1988 – XXX-lecie pracy twórczej, Index, Wrocław
- 1988 – Galeria Promocyjna, Warszawa
- 1990 – "Co właściwie sprawia, że nasze mieszkania są tak odmienne, tak pociągające", CSW Zamek Ujazdowski, Warszawa
- 1992 – "Obrazy i szmaty" (z Marianem Stępakiem), Galeria w Pasażu, Wrocław
- 1997 – "Dlaczego nie mogłem zostać dobrym malarzem?", Galeria Entropia, Wrocław
- 1997 – "Wszystkiego najlepszego", Galeria Zderzak, Kraków
- 2000 – Billboard "Kto nie kupuje ten nie je", Zewnętrzna Galeria AMS
- 2003 – "Teksty i rysunki", Galeria Entropia, Wrocław
- 2004 – "Prace o wysokości jednego metra", Galeria 2. Piętro, Wrocław

#### Wybrane wystawy zbiorowe
- 1991 – Kunst Europa, Bonner Kunstverein, Bonn
- 1997 – Haltungen, Staatliche Kunstsammlungen Dresdener Schloss, Drezno
- 2001 – "Europe non stop", BWA Zielona Góra
- 2002 – "Sztuka przez duże G", Bałtycka Galeria Sztuki Współczesnej, Słupsk
- 2003 – "Neuropa", Galeria XXI, Warszawa
- 2004 – "Inc", Galeria Program, Warszawa
- 2004 – "Pamiątka z Wrocławia", Galeria Bielska BWA, Bielsko Biała

#### Wybrane wystawy grupy LuXuS
- 1992 – Galeria Zderzak, Kraków
- 1994 – "Make love or war", BWA Bunkier Sztuki, Kraków
- 1995 – "Róża Mózgów", Galeria BWA Awangarda, Wrocław

## Życie prywatne
Bratanek Konrada Jarodzkiego. Żonaty z Bożeną Grzyb-Jarodzką, miał trzy córki: Halszkę (ur. 1981) z poprzedniego małżeństwa oraz Aleksandrę (ur. 1989) i Anastazję (ur. 1992).